# Mohamed Khaldi
Mohamed Khaldi (Annaba, 5 maart 1975) is een Algerijnse voormalig middellangeafstandsloper, die was gespecialiseerd in de 1.500 m en de 5.000 m. Hij werd op deze laatste discipline eenmaal Algerijns kampioen. Hij nam tweemaal deel aan de Olympische Spelen, maar behaalde hierbij geen medaille.

## Loopbaan
In 2000 nam Khaldi een eerste keer deel aan de Olympische Spelen van Sydney. Hij werd in de eerste ronde van de 1.500 m al uitgeschakeld met een tijd van 3.41,16. In 2002 haalde hij op de Afrikaanse kampioenschappen tweemaal de finale: op de 1.500 m werd hij zevende in een tijd van 3.43,46 en op de 5.000 m werd hij negende in 13.52,33.
Op de Algerijnse kampioenschappen in 2004 boekt hij zijn eerste titel door de 5.000 m te winnen in 13.51,21. Op de Olympische Spelen van Athene later dat jaar kwam Khaldi net als vier jaar eerder uit op de 1.500 m. Wederom sneuvelde hij in de voorrondes ditmaal met een tijd van 3.42,47. Na deze Spelen liep hij geen internationale wedstrijden meer.

## Titels
- Algerijns kampioen 5.000 m - 2004

## Persoonlijke records
Outdoor
| Onderdeel       | Tijd     | Datum            | Plaats            |
| --------------- | -------- | ---------------- | ----------------- |
| 1.500 m         | 3.33,03  | 2 juli 2001      | Zagreb            |
| Mijl            | 3.54,66  | 25 augustus 2000 | Brussel           |
| 2.000 m         | 4.58,06  | 17 juni 2001     | Villeneuve-d'Ascq |
| 3.000 m         | 7.38,78  | 2 september 2001 | Rieti             |
| 3.000 m steeple | 8.46,11  | 4 juli 2004      | Iráklion          |
| 5.000 m         | 13.17,71 | 29 juni 2002     | Straatsburg       |

Indoor
| Onderdeel | Prestatie | Datum            | Plaats |
| --------- | --------- | ---------------- | ------ |
| 1.500 m   | 3.37,68   | 24 februari 2002 | Liévin |
| 2.000 m   | 5.02,81   | 25 februari 2001 | Liévin |
| 3.000 m   | 7.43,38   | 12 februari 2001 | Wenen  |

## Prestaties
| Jaar | Wedstrijd                   | Plaats     | Resultaat | Onderdeel     | Tijd     |
| ---- | --------------------------- | ---------- | --------- | ------------- | -------- |
| 1999 | WK veldlopen                | Belfast    | 62e       | korte afstand | 13.38    |
| 2000 | Afrikaanse kampioenschappen | Algiers    | 3e        | 1.500 m       | 3.42,77  |
| 2001 | WK Indoor                   | Lissabon   | 9e        | 3.000 m       | 7.52,76  |
|      | Middellandse Zeespelen      | Tunis      | 2e        | 1.500 m       | 3.47,55  |
|      | Middellandse Zeespelen      | Tunis      | 1e        | 5.000 m       | 14.06,30 |
| 2002 | Afrikaanse kampioenschappen | Radès      | 7e        | 1.500 m       | 3.43,46  |
|      | Afrikaanse kampioenschappen | Radès      | 9e        | 5.000 m       | 13.52,33 |
|      | WK veldlopen                | Dublin     | 55e       | korte afstand | 13.01    |
| 2003 | WK Indoor                   | Birmingham | 11e       | 3.000 m       | 7.56,05  |
|      | WK veldlopen                | Lausanne   | 93e       | korte afstand | 12.26    |
| 2004 | WK veldlopen                | Brussel    | 38e       | korte afstand | 12.20    |